# Parkour Worldwide Association
Die Parkour Worldwide Association (PAWA) war ein 2005 von David Belle gegründeter Sportverband, um Parkour zu präsentieren, zu entwickeln und kommerziell zu vermarkten. Ziel war es, „Parkour originalgetreu zu zeigen, zu vermitteln und weiterzuentwickeln“ und „die wahre Philosophie des Parkour zu verbreiten und die Kunst der Fortbewegung einen festen Bestandteil unserer Gesellschaft werden zu lassen“. Als Hauptziele wurde die Schaffung eines  „Parkour Centre“ vergleichbar dem Shaolin Tempel im Kung Fu genannt. Sandra Hess leitete die deutsche Dependance der PAWA.
Zur Finanzierung plante die PAWA unter anderem eine „World Tour“. Der Berliner Postbahnhof sowie der (damals noch stillgelegte) U-Bahnhof Bundestag waren beispielsweise Schauplatz derartiger Demonstrations-Shows. Diese Kommerzialisierung widersprach jedoch der verbreiteten Philosophie von Parkour und wurde von vielen Traceuren abgelehnt. Jocelyn Demoniere war internationaler PAWA-Präsident. David Belle distanzierte sich daher wieder von der PAWA. Hintergrund waren unterschiedliche Auffassungen: hier ausschließlich auf Effizienz bedacht – dort auf die Bewegungskunst selbst unter Einbeziehung akrobatischer Elemente.